# Герасименко, Кость
Кость Герасименко настоящие имя и фамилия Константин Михайлович Герасименко (укр. Кость (Костянти́н) Миха́йлович Герасиме́нко; 28 апреля (11 мая) 1907, с. Приходьки (ныне Пирятинского района Полтавской области Украина) — 27 сентября 1942, Южный фронт) — украинский советский поэт и драматург, журналист, военный корреспондент.

## Биография
После окончания Пирятинского педагогического училища, учительствовал на Донбассе. В 1932—1934 — на редакционной работе в журнале «Литературный Донбасс».
В 1935 переехал в Киев, работал на кинофабрике.
В 1939 принимал участие в походе РККА на Западную Украину.
Участник Великой Отечественной войны. С началом боевых действий — корреспондент армейских газет. Сотрудничает в газетах «Знамя Родины» и «Звезда Советов». Пишет по-русски и по-украински, из-под его пера появляются стихи, статьи, очерки, фельетоны.
В сентябре 1942 года в боях на Южном фронте К. Герасименко был тяжело ранен и вскоре скончался. Дочь — Марина Герасименко.

## Творчество
Первое стихотворение «Батрацька згадка» опубликовал в 1925. Первый сборник стихов «Зріст» вышел в 1933.
Поэзия К. Герасименко насыщена живым духом времени, в котором она создавалась — первых пятилеток, военного предгрозья и первого этапа войны.
Поэт, по словам Максима Рыльского, не искал для стихов непременно «высоких» предметов — черпал вдохновение из самых прозаических источников, но в его произведениях «чувствуется горячее и трепетное сердце автора». Идейно-художественным открытием были созданы К. Герасименко поэтические биографии, портреты советских людей; эту форму, в которой сливаются эпос и лирика, бытовое и романтическое, разрабатывали после него и другие поэты.
По мотивам творчества Т. Г. Шевченко Кость Герасименко написал трагедийную поэму «При битій дорозі» (была поставлена во многих театрах), либретто для оперы М. Вериковского «Наймычка».

## Избранная библиография
Сборники стихов:
- «Зріст» (1933).
- «Вересень» (1935).
- «Пам’ять» (1938).
- «Дорога» (1939).
- «Портрет» (1941).
- «На южном фронте» (1942).
- «Вибране» (1955) и др.

Драматическая поэма «У столбовой дороги» (1939) и «Легенда» (1940) — поставленная в 1941 в Одесском театре Революции.

## Память
- Именем Костя Герасименко названа одна из улиц в Святошинском районе столицы Украины — г. Киеве.